# Eupithecia circumfusca
Eupithecia circumfusca är en fjärilsart som beskrevs av Zool Rec. 1925. Eupithecia circumfusca ingår i släktet Eupithecia och familjen mätare. Inga underarter finns listade i Catalogue of Life.